# Нижний Кисловский переулок
Ни́жний Кисло́вский переу́лок (до XIX века — Космодамиа́нский переу́лок, в XIX веке — После́дний Кисло́вский переу́лок) — переулок в Центральном административном округе города Москвы. Проходит от Большого Кисловского переулка до Воздвиженки. Нумерация домов ведётся от Большого Кисловского переулка.

## Происхождение названия
Название XVII века, дано по Кисловской слободе. Кислошниками называли людей, профессионально занимавшихся засолкой и квашением овощей и ягод, приготовлением кислых напитков — кваса, щей и др. В районе нынешних Кисловских переулков находилась принадлежавшая двору царицы царицына Кисловская слобода. Рядом также располагалась патриаршая Кисловская слобода.
Продукция кислошников поступала на царский и патриарший стол, поэтому за ними велось особое наблюдение. Приказные из царицына двора смотрели, «чтоб вином и табаком не торговали и корчмы и никакого воровства не чинили, и приезжих и пришлых всяких чинов дюдей несродичей к себе во дворы никого не принимали, из дворов своих на улицу в Кисловке всякого помёту не метали, а кто будет нарушать эти правила и таких людей винопродавцев, имая с вином и питухов, и корчемников, и воровских людей, приводить вверх в Приказ Мастерской палаты» (ведавшей продовольствием царского двора).

## История
Изначально переулок называли Космодамианским, поскольку здесь находилась церковь Космы и Дамиана «что на ржищах». В XIX веке его стали называть Последним Кисловским и лишь позднее он стал Нижним Кисловским.

## Примечательные здания и сооружения
По нечётной стороне:
- № 5 — Здание 1874 года (архитектор А. О. Вивьен). До пожара 1812 года на его месте находилась усадьба Долгоруких и владение церкви Ризоположения, во второй половине XIX века — цирк и зверинец. В 1980-х гг. здание подверглось перестройке.

По чётной стороне:

Мемориальная доска Ромашову (Н. Кисловский пер., д. 8/2, стр. 2)

- № 4 — Здание 1817 года, правая часть пристроена в 1891 году.
- № 6 — Здание 1860 года, поначалу принадлежало семье потомственных высокопоставленных чиновников Секретарёвых. В 1860—1892 годах статский советник П. Ф. Секретарёв устроил здесь в собственном доме небольшой частный театр. Затем помещение театра арендовало «Общество искусства и литературы» с театральной школой при нём, организованное в 1888 году оперным певцом Ф. П. Комиссаржевским, художником Ф. Л. Соллогубом, режиссёрами А. Ф. Федотовым и К. С. Алексеевым (Станиславским); театр получил негласное прозвище «Секретарёвка» по имени хозяев дома, именно здесь молодой артист К. С. Алексеев впервые выступил под псевдонимом Станиславский[2]. В 1890-е годы ещё часть помещения дома арендовал под водолечебницу и электролечебницу доктор А. А. Корнилов (эта водолечебница упоминаема в Записных книжках А. П. Чехова на стр. 32 с адресом: Водолечебница Корнилова, [К] Средняя Кисловка, театр Секретарёва[3]). Вскоре после революции и до 1924 года здесь находился театр Габима.
- № 8 — Первые три этажа построены в 1898 году (архитектор В. П. Загорский), верхние два этажа надстроены в советское время. В доме жили деятели искусства: филолог С. И. Соболевский, драматурги В. В. Вишневский и Б. С. Ромашов, артистка О. Л. Книппер-Чехова (в 1920-е гг.). В 1933 году поселился покинувший нацистскую Германию драматург Фридрих Вольф с сыновьями Конрадом и Маркусом.
- № 10/2 — Дом Моссельпрома. Панно, благодаря которому здание стало известным, было выполнено по проекту художников А. М. Родченко и В. Ф. Степановой. Текст на панно «Нигде кроме, как в Моссельпроме» принадлежит В. Маяковскому. Внешнее оформление здания было воссоздано в 1990-е годы по проекту архитектора Е. Овсянниковой. В 1964—1969 гг. в здании жил филолог В. В. Виноградов. Сейчас в здании находится один из факультетов РАТИС, мастерская Ильи Глазунова и (с «2019 года) арт-пространство Нигде Кроме» (включающее выставочный зал, литературное кафе и книжный магазин), концепция и дизайн которого построены на идеях и эстетике русского авангарда начала XX века, а культурная программа включает самые разные культурные события — философские диспуты, вечера фольклорной песни, театральные перформансы, рок-концерты, встречи с современными писателями[4], презентации интеллектуальных изданий[5] и многое другое.

## Транспорт
От метро Арбатская пешком 100 м.